# Baccade (jeu)
Pour les articles homonymes, voir Baccade.
Baccade est un jeu de cartes d'Yves Renou, illustré par Valérie Michaut et édité par Paille éditions en 2001, sur le thème des cochons et plus particulièrement du cul noir limousin. De 3 à 8 joueurs, à partir de 7 ans pour environ 20 minutes.

## Principe
Comme dans le jeu des 7 familles, les joueurs doivent créer des familles de cochons ou de patates. Certaines cartes modifient le cours du jeu : échange de cartes entre les joueurs, joker, etc.

## Règle du jeu

### But du jeu
Être le premier à avoir en main 6 cartes de la même famille (même couleur et même espèce), ou bien deux demi-familles, ou bien trois cartes tour de cochons.

### Matériel
- 36 cartes "cochon" de 6 couleurs différentes
- 36 cartes "patate" de 6 couleurs différentes
- 6 cartes "confiture"
- 4 cartes "tour de cochon"
- 4 cartes "cochonne"
- 3 cartes "baccade"
- 3 cartes joker

### Mise en place
Chaque joueur commence avec 6 cartes en main. Le reste des cartes forme la pioche, et les cartes jetées au fur et à mesure du jeu formeront la défausse.

### Déroulement
À tour de rôle, les joueurs peuvent soit piocher une carte et en jeter une à la défausse, soit jouer une carte à effet :
- confiture : le joueur peut prendre dans sa main la carte sur le dessus de la défausse.
- cochonne : le joueur choisit une adversaire de son choix, regarde son jeu et prend une de ses cartes. L'adversaire pioche une carte pour compléter sa main à 6.
- baccade : tous les joueurs (sauf ceux qui possèdent une carte cochonne et souhaitent l'utiliser pour se protéger de la baccade) s'échangent 3 cartes au hasard.

### Fin de partie et vainqueur
La partie s'arrête dès qu'un des joueurs annonce qu'il a rempli une des conditions de victoire et montre son jeu.

## Récompenses
- Ludexpo d'or en 2000
- Médaille de bronze du Concours Lépine en 2001.

## Autour du jeu
- Le jeu a été créé par Yves Renou, un agriculteur, éleveur de cochons cul noir limousin, qui cherchait un moyen de faire connaître cette race particulière.
- La règle du jeu comprend une courte histoire de la race de cochons cul noir limousin. La boîte contient également Placide et Sidonie, un petit conte destiné aux enfants écrit par Christine Desvaux et illustré par  Marilou Dadat.